# إبرة جامشيدي
إبرة جامشيدي أو إبرة جمشيدي (بالإنجليزية: Jamshidi needle)‏ هي إبرة تريفين تُستعمل لإجراء خزعة نخاع العظم، حيث يتم الحصول على عينة أسطوانية من الأنسجة، عينة خزعة أساسية. تُعد إبرةً أسطوانية ذات طرف قطع مدبب. تقلل النهاية المدببة من احتمالية أثر الهرس/السحق. تعتبر إبرة جامشيدي الأكثر استخدامًا لإجراء خزعات نخاع العظم. سميت نسبةً إلى الطبيب الإيراني خسرو جمشيدي.